# Lijst van landen in 1900
Hieronder volgt een lijst van landen van de wereld in 1900.

## Uitleg
- Alle de facto onafhankelijke staten zonder ruime internationale erkenning zijn weergegeven onder het kopje Niet algemeen erkende landen.
- De in grote mate onafhankelijke Britse dominions zijn weergegeven onder het kopje Dominions van het Britse Rijk.
- De afhankelijke gebieden, dat wil zeggen gebieden die niet worden gezien als een integraal onderdeel van de staat waar ze afhankelijk van zijn, zijn weergegeven onder het kopje Niet-onafhankelijke gebieden. Vazalstaten zijn hierbij inbegrepen.
- Autonome gebieden, bezette gebieden en micronaties zijn niet op deze pagina weergegeven.

## Staatkundige veranderingen in 1900
- 1 januari: vorming van het Britse Protectoraat Noord-Nigeria en het Protectoraat Zuid-Nigeria. Het Nigerkust Protectoraat en de gebieden van de Royal Niger Company worden hierin opgenomen. Het Koninkrijk Biu wordt geannexeerd.
- 29 januari: oprichting van Noordoost-Rhodesië.
- 1 maart: Duitsland bezet het grootste deel van het Amerikaans-Brits-Duitse protectoraat Samoa (behalve Amerikaans-Samoa) en richt Duits-Samoa op.
- Maart: einde van de de facto onafhankelijkheid van de (Eerste) Republiek Acre.
- 3 mei: de British Phosphate Commission verkrijgt het eiland Banaba.
- 18 mei: Tonga wordt een Brits protectoraat en een onderdeel van de Britse West-Pacifische Territoria.
- 28 mei: Oranje Vrijstaat wordt door de Britten bezet.
- 14 juni: het Amerikaanse atol Palmyra wordt bij het territorium Hawaï gevoegd.
- 19 juni: Katanga wordt een Comité Special dat los staat van de Kongo-Vrijstaat.
- 27 juni: het Spaanse protectoraat Río Muni wordt een Spaanse kolonie.
- 1 september: het Britse Christmaseiland wordt bestuurd door de Straits Settlements. Voorheen eigendom van de Christmas Island Phosphate Company).
- 8 oktober: de Cookeilanden (voorheen een Brits protectoraat) worden geannexeerd door de Britten.
- 20 oktober: het Koninkrijk Niue-Fekai (Savage Island) wordt een onderdeel van de Britse West-Pacifische Territoria.
- 25 oktober: einde van de onafhankelijkheid van Transvaal. Het wordt een Britse kolonie.
- 28 november: Banaba wordt een onderdeel van de Gilbert- en Ellice-eilanden.
- November: de (Tweede) Republiek Acre wordt de facto onafhankelijk.
- 24 december: einde van de (Tweede) Republiek Acre.
- Einde van het Koninkrijk Kuba als onafhankelijke staat.
- Brits/Franse annexatie van Gobir.
- Het Rijk van Rabah wordt door de Fransen veroverd.
- Lafiagi, Lafia, Nassarawa worden bij het Britse Protectoraat Noord-Nigeria gevoegd.
- Het Sultanaat Agadez wordt door de Fransen veroverd.
- Britse annexatie van Ile-Ife, Onitsha en Wukari.
- Het Koninkrijk Yeke wordt geïntegreerd in de Congo-Vrijstaat.

## Onafhankelijke landen

### A
| Korte landsnaam (Nederlands) | Officiële landsnaam (Nederlands)          | Korte landsnaam (oorspronkelijke taal/talen) |
| ---------------------------- | ----------------------------------------- | -------------------------------------------- |
| Abuja                        | Emiraat Abuja                             | Hausa: Abuja                                 |
| Agadez (tot 1900)            | Sultanaat Agadez (ook wel: Sultanaat Aïr) | Arabisch: Toeareg:                           |
| Andorra                      | Vorstendom Andorra                        | Catalaans: Andorra                           |
| Angoche                      | Sultanaat Angoche                         | Angoche                                      |
| Argentinië                   | Republiek Argentinië                      | Spaans: Argentina                            |
| Aro                          | Confederatie van de Aro                   | Igbo: Omu Aro                                |

### B
| Korte landsnaam (Nederlands) | Officiële landsnaam (Nederlands)               | Korte landsnaam (oorspronkelijke taal/talen) |
| ---------------------------- | ---------------------------------------------- | -------------------------------------------- |
| België                       | Koninkrijk België                              | Frans: Belgique Nederlands: België           |
| Bhutan                       | Bhutan                                         | Dzongkha: Druk Yul / འབྲུག་ཡུལ་                 |
| Biu (tot 1900)               | Koninkrijk Biu                                 | Bura: Biu                                    |
| Bolivia                      | Republiek Bolivia                              | Spaans: Bolivia                              |
| Brakna                       | Emiraat Brakna                                 | Arabisch: البراكنة                           |
| Brazilië                     | Republiek van de Verenigde Staten van Brazilië | Portugees: Brasil                            |

### C
| Korte landsnaam (Nederlands) | Officiële landsnaam (Nederlands) | Korte landsnaam (oorspronkelijke taal/talen)          |
| ---------------------------- | -------------------------------- | ----------------------------------------------------- |
| Chili                        | Republiek Chili                  | Spaans: Chile                                         |
| China                        | Keizerrijk van de Grote Qing     | Mandarijn: Zhongguo / 中國 Mantsjoe: Dulimbai Gurun / |
| Chokwe                       | Koninkrijk Chokwe                | Chokwe:                                               |
| Colombia                     | Republiek Colombia               | Spaans: Colombia                                      |
| Congo-Vrijstaat              | Onafhankelijke Congostaat        | Frans: Congo                                          |
| Costa Rica                   | Republiek Costa Rica             | Spaans: Costa Rica                                    |

### D
| Korte landsnaam (Nederlands) | Officiële landsnaam (Nederlands) | Korte landsnaam (oorspronkelijke taal/talen) |
| ---------------------------- | -------------------------------- | -------------------------------------------- |
| Daura                        | Daura                            | Hausa: Daura                                 |
| Dendi                        | Koninkrijk Dendi                 | Songhai: Dendi                               |
| Denemarken                   | Koninkrijk Denemarken            | Deens: Danmark                               |
| Dominicaanse Republiek       | Dominicaanse Republiek           | Spaans: Republica Dominicana                 |
| Duitsland                    | Duitse Rijk (Duitse Keizerrijk)  | Duits: Deutschland                           |

### E
| Korte landsnaam (Nederlands)                | Officiële landsnaam (Nederlands) | Korte landsnaam (oorspronkelijke taal/talen) |
| ------------------------------------------- | -------------------------------- | -------------------------------------------- |
| (tot 5 december) Ecuador (vanaf 5 december) | Republiek Ecuador                | Spaans: Ecuador                              |
| El Salvador                                 | Republiek El Salvador            | Spaans: El Salvador                          |
| Ethiopië                                    | Keizerrijk Ethiopië              | Amhaars: Ītyop'iya / ኢትዮጵያ                   |

### F
| Korte landsnaam (Nederlands) | Officiële landsnaam (Nederlands) | Korte landsnaam (oorspronkelijke taal/talen) |
| ---------------------------- | -------------------------------- | -------------------------------------------- |
| Frankrijk                    | Franse Republiek                 | Frans: France                                |

### G
| Korte landsnaam (Nederlands) | Officiële landsnaam (Nederlands)   | Korte landsnaam (oorspronkelijke taal/talen) |
| ---------------------------- | ---------------------------------- | -------------------------------------------- |
| Geledi                       | Sultanaat Geledi                   | Arabisch: غوبرون Somalisch: Geledi           |
| Gobir (tot 1900)             | Gobir (ook wel: Tibiri / Tshibiri) | Hausa: Gobir                                 |
| Griekenland                  | Koninkrijk Griekenland             | Grieks: Hellas / 'Ελλας                      |
| Guatemala                    | Republiek Guatemala                | Spaans: Guatemala                            |
| Gumel                        | Emiraat Gumel                      |                                              |

### H
| Korte landsnaam (Nederlands) | Officiële landsnaam (Nederlands)   | Korte landsnaam (oorspronkelijke taal/talen) |
| ---------------------------- | ---------------------------------- | -------------------------------------------- |
| Haïti                        | Republiek Haïti                    | Frans: Haïti                                 |
| Honduras                     | Republiek Honduras                 | Spaans: Honduras                             |
| Huambo                       | Koninkrijk Huambo (ook wel: Wambu) | Umbundu: Wambu                               |

### I
| Korte landsnaam (Nederlands) | Officiële landsnaam (Nederlands)         | Korte landsnaam (oorspronkelijke taal/talen) |
| ---------------------------- | ---------------------------------------- | -------------------------------------------- |
| Igala                        | Koninkrijk Igala                         | Igala: Igala                                 |
| Igara                        | Koninkrijk Igara                         | Hororo:                                      |
| Ijesha (tot 1900?)           | Ijesha (ook wel: Ijesa / Ilesha / Ilesa) | Yoruba: Ìjẹ̀ṣà                                |
| Ile-Ife                      | Koninkrijk Ile-Ife                       | Yoruba: Ilé-Ifẹ̀                              |
| Italië                       | Koninkrijk Italië                        | Italiaans: Italia                            |

### J
| Korte landsnaam (Nederlands) | Officiële landsnaam (Nederlands) | Korte landsnaam (oorspronkelijke taal/talen) |
| ---------------------------- | -------------------------------- | -------------------------------------------- |
| Japan                        | Groot Keizerrijk Japan           | Japans: Nihon / 日本                         |

### K
| Korte landsnaam (Nederlands) | Officiële landsnaam (Nederlands)               | Korte landsnaam (oorspronkelijke taal/talen) |
| ---------------------------- | ---------------------------------------------- | -------------------------------------------- |
| Kajara                       | Koninkrijk Kajara                              | Hororo:                                      |
| Kasanje                      | Koninkrijk Kasanje (ook wel: Koninkrijk Jaga)  | Kasanzi                                      |
| Kel Ahaggar                  | Kel Ahaggar                                    | Tamahaq: Kel Ahaggar                         |
| Korea                        | Groot Keizerrijk Korea                         | Koreaans: Chōsen / 한국                      |
| Kuba (tot 1900)              | Koninkrijk Kuba (ook wel: Koninkrijk Bushongo) | Bushongo: Kuba                               |

### L
| Korte landsnaam (Nederlands) | Officiële landsnaam (Nederlands) | Korte landsnaam (oorspronkelijke taal/talen) |
| ---------------------------- | -------------------------------- | -------------------------------------------- |
| Liberia                      | Republiek Liberia                | Engels: Liberia                              |
| Liechtenstein                | Vorstendom Liechtenstein         | Duits: Liechtenstein                         |
| Luxemburg                    | Groothertogdom Luxemburg         | Duits: Luxemburg Frans: Luxembourg           |

### M
| Korte landsnaam (Nederlands) | Officiële landsnaam (Nederlands)                   | Korte landsnaam (oorspronkelijke taal/talen) |
| ---------------------------- | -------------------------------------------------- | -------------------------------------------- |
| Marokko                      | Koninkrijk Marokko                                 | Arabisch: al-Maghrib / المغرب                |
| Massina                      | Massina                                            | Fula: Masina                                 |
| Mbunda                       | Koninkrijk Mbunda                                  | Mbunda:                                      |
| Mexico                       | Verenigde Mexicaanse Staten                        | Spaans: México                               |
| Monaco                       | Vorstendom Monaco                                  | Frans: Monaco                                |
| Montenegro                   | Vorstendom Montenegro                              | Montenegrijns: Crna Gora / Црна Гора         |
| Mutapa                       | Koninkrijk Mutapa (ook wel: Mwenemutapa / Karanga) | Shona:                                       |

### N
| Korte landsnaam (Nederlands) | Officiële landsnaam (Nederlands) | Korte landsnaam (oorspronkelijke taal/talen) |
| ---------------------------- | -------------------------------- | -------------------------------------------- |
| Nederland                    | Koninkrijk der Nederlanden       | Nederlands: Nederland                        |
| Nicaragua                    | Republiek Nicaragua              | Spaans: Nicaragua                            |
| Ningi                        | Ningi                            | Kainji: Ningi                                |
| Niue-Fekai (tot 20 oktober)  | Koninkrijk Niue-Fekai            | Niuees: Niuē-fekai                           |
| Nri                          | Koninkrijk Nri                   | Igbo: Ǹrì                                    |
| Nshenyi                      | Koninkrijk Nshenyi               | Hororo:                                      |

### O
| Korte landsnaam (Nederlands)  | Officiële landsnaam (Nederlands)                                                                            | Korte landsnaam (oorspronkelijke taal/talen)             |
| ----------------------------- | --- | -------------------------------------------------------- |
| Obwera                        | Koninkrijk Obwera                                                                                           | Hororo:                                                  |
| Onitsha (tot 1900)            | Koninkrijk Onitsha                                                                                          | Igbo: Ọnịcha                                             |
| Oostenrijk-Hongarije          | In de Rijksraad Vertegenwoordigde Koninkrijken en Landen en de Landen van de Heilige Hongaarse Stefanskroon | Duits: Österreich-Ungarn Hongaars: Osztrák-Magyarország  |
| Oranje Vrijstaat (tot 28 mei) | Oranje Vrijstaat                                                                                            | Nederlands: Oranje Vrijstaat                             |
| Ottomaanse Rijk               | Sublieme Ottomaanse Staat                                                                                   | Osmaans: Devlet-i Âliyye-i Osmaniyye / دولتْ علیّه عثمانیّه |
| Ouaddaï                       | Sultanaat Ouaddaï                                                                                           | Arabisch: سلطنة وداي                                     |

### P
| Korte landsnaam (Nederlands) | Officiële landsnaam (Nederlands) | Korte landsnaam (oorspronkelijke taal/talen) |
| ---------------------------- | -------------------------------- | -------------------------------------------- |
| Paraguay                     | Republiek Paraguay               | Spaans: Paraguay                             |
| Peru                         | Peruviaanse Republiek            | Spaans: Perú                                 |
| Perzië                       | Sublieme Perzische Staat         | Perzisch: Irân / ایران                       |
| Portugal                     | Koninkrijk Portugal              | Portugees: Portugal                          |
| Potiskum                     | Emiraat Potiskum                 | Ngizim: Potiskum                             |

### R
| Korte landsnaam (Nederlands) | Officiële landsnaam (Nederlands) | Korte landsnaam (oorspronkelijke taal/talen) |
| ---------------------------- | -------------------------------- | -------------------------------------------- |
| Roemenië                     | Koninkrijk Roemenië              | Roemeens: România                            |
| Rujumbura                    | Koninkrijk Rujumbura             | Hororo:                                      |
| Rukiga                       | Koninkrijk Rukiga                | Hororo:                                      |
| Rusland                      | Keizerrijk Rusland               | Russisch: Rossija / Россия                   |

### S
| Korte landsnaam (Nederlands) | Officiële landsnaam (Nederlands) | Korte landsnaam (oorspronkelijke taal/talen)                                                      |
| ---------------------------- | -------------------------------- | ------------------------------------------------------------------------------------------------- |
| San Marino                   | Republiek San Marino             | Italiaans: San Marino                                                                             |
| Servië                       | Koninkrijk Servië                | Servisch: Srbija / Србија                                                                         |
| Siam                         | Koninkrijk Siam                  | Thai: Mueang Thai / เมืองไทย                                                                       |
| Sokoto                       | Kalifaat Sokoto                  | Arabisch: Daular Khalifar Sakkawato Al Khilafa Al Bilad As-Sudan / الدولة الخلافة في بلاد السودان |
| Spanje                       | Koninkrijk Spanje                | Spaans: España                                                                                    |

### T
| Korte landsnaam (Nederlands) | Officiële landsnaam (Nederlands) | Korte landsnaam (oorspronkelijke taal/talen) |
| ---------------------------- | -------------------------------- | -------------------------------------------- |
| Tagant                       | Emiraat Tagant                   | Arabisch: Tagant / ولاية تكانت               |
| Tonga (tot 19 mei)           | Koninkrijk Tonga                 | Tongaans: Tonga                              |
| Transvaal (tot 25 oktober)   | Zuid-Afrikaansche Republiek      | Nederlands: Transvaal                        |
| Trarza                       | Emiraat Trarza                   | Arabisch: Trarza / الترارزة                  |

### U
| Korte landsnaam (Nederlands) | Officiële landsnaam (Nederlands) | Korte landsnaam (oorspronkelijke taal/talen) |
| ---------------------------- | -------------------------------- | -------------------------------------------- |
| Uruguay                      | Staat ten oosten van de Uruguay  | Spaans: Uruguay                              |

### V
| Korte landsnaam (Nederlands) | Officiële landsnaam (Nederlands)                    | Korte landsnaam (oorspronkelijke taal/talen) |
| ---------------------------- | --------------------------------------------------- | -------------------------------------------- |
| Venezuela                    | Verenigde Staten van Venezuela                      | Spaans: Venezuela                            |
| Verenigd Koninkrijk          | Verenigd Koninkrijk van Groot-Brittannië en Ierland | Engels: United Kingdom                       |
| Verenigde Staten             | Verenigde Staten van Amerika                        | Engels: United States                        |

### W
| Korte landsnaam (Nederlands) | Officiële landsnaam (Nederlands) | Korte landsnaam (oorspronkelijke taal/talen) |
| ---------------------------- | -------------------------------- | -------------------------------------------- |
| Wukari (tot 1900)            | Federatie van de Wukari          | Jukun Takum: Wukari                          |

### Z
| Korte landsnaam (Nederlands) | Officiële landsnaam (Nederlands)               | Korte landsnaam (oorspronkelijke taal/talen)               |
| ---------------------------- | ---------------------------------------------- | ---------------------------------------------------------- |
| Zweden-Noorwegen             | Verenigde Koninkrijken van Zweden en Noorwegen | Deens en Noors: Norge og Sverige Zweeds: Sverige och Norge |
| Zwitserland                  | Zwitserse Bondsstaat                           | Duits: Schweiz Frans: Suisse Italiaans: Svizzera           |

## Andere landen

### Dominions van het Britse Rijk
De dominions van het Britse Rijk hadden een grote mate van onafhankelijkheid.
| Korte landsnaam (Nederlands) | Officiële landsnaam (Nederlands) | Korte landsnaam (oorspronkelijke taal/talen) |
| ---------------------------- | -------------------------------- | -------------------------------------------- |
| Canada                       | Dominion Canada                  | Engels en Frans: Canada                      |

### Unie tussen Zweden en Noorwegen
De Unie tussen Zweden en Noorwegen was een personele unie, waarbij de koning van Zweden tevens koning van Noorwegen was. Noorwegen had binnen deze unie een grote mate van autonomie.
| Korte landsnaam (Nederlands) | Officiële landsnaam (Nederlands) | Korte landsnaam (oorspronkelijke taal/talen) |
| ---------------------------- | -------------------------------- | -------------------------------------------- |
| Noorwegen                    | Koninkrijk Noorwegen             | Deens en Noors: Norge                        |
| Zweden                       | Koninkrijk Zweden                | Zweeds: Sverige                              |

### Informele Britse Aden-protectoraten
De Britten hadden in de 19e eeuw informele protectieverdragen gesloten met diverse staten in het zuiden van het Arabisch Schiereiland. Aan het eind van de 19e en begin 20e eeuw zouden er formele protectieverdragen worden gesloten en gingen deze staten op in het Protectoraat Aden. Hieronder zijn de staten vermeld die informele, maar geen formele verdragen met de Britten hadden.
| Korte landsnaam (Nederlands) | Officiële landsnaam (Nederlands)              | Korte landsnaam (oorspronkelijke taal/talen) |
| ---------------------------- | --------------------------------------------- | -------------------------------------------- |
| Dhala                        | Emiraat Dhala (ook wel: Dali / Dhali / Amiri) | Arabisch: aḍ-Ḍāliʿ / الضالع                  |

### Landen binnen de grenzen van het Ottomaanse Rijk
In onderstaande lijst zijn staten opgenomen die lagen in het gebied dat officieel behoorde tot het Ottomaanse Rijk, maar waar het Ottomaanse Rijk geen zeggenschap had (d.w.z. het binnenland van het Arabisch Schiereiland).Unayzah (ook wel: Anizah / Anazah) werd bestuurd door Nadjd en Buraidah werd bestuurd door Hail en zijn niet apart weergegeven.
| Korte landsnaam (Nederlands) | Officiële landsnaam (Nederlands)                                    | Korte landsnaam (oorspronkelijke taal/talen) |
| ---------------------------- | ------------------------------------------------------------------- | -------------------------------------------- |
| Beda                         | Sultanaat Beda                                                      | Arabisch: al-Bayḍā / ٱلْبَيْضَاء                 |
| Hail                         | Emiraat Hail (ook wel: Emiraat Jebel Shammar / Emiraat Al Rashid)   | Arabisch: Ḥā'il / حائل                       |
| Kathiri                      | Kathiristaat Seiyun in Hadramaut (ook wel: Sultanaat Kathiri)       | Arabisch: al-Kathīrī / الكثيري               |
| Mutayr                       | Emiraat Mutayr                                                      | Arabisch: Mutayr / مطير                      |
| Opper-Yafa                   | Staat Opper-Yafa (ook wel: Sultanaat Opper-Yafa)                    | Arabisch: Yāfiʿ al-ʿUlyā / يافع العليا       |
| Qasimiden                    | Imamaat van de Qasimiden (Imamaat Jemen / Imamaat van de Zaidieten) | Arabisch:                                    |

### Balinese koninkrijken
Het Koninkrijk Bali bestond uit diverse zelfstandige koninkrijken, waarbij de koning van Klungkung fungeerde als een primus inter pares. Ubud was een vazal van Gianyar en is niet apart weergegeven.
| Korte landsnaam (Nederlands) | Status               | Korte landsnaam (oorspronkelijke taal/talen) |
| ---------------------------- | -------------------- | -------------------------------------------- |
| Badung                       | Koninkrijk Badung    | Balinees: Badung                             |
| Bangli                       | Koninkrijk Bangli    | Balinees: Bangli                             |
| Gianyar                      | Koninkrijk Gianyar   | Balinees: Gianyar                            |
| Kesiman                      | Koninkrijk Kesiman   | Balinees: Kesiman                            |
| Klungkung                    | Koninkrijk Klungkung | Balinees: Klungkung                          |
| Pamecutan                    | Koninkrijk Pamecutan | Balinees: Pamecutan                          |
| Tabanan                      | Koninkrijk Tabanan   | Balinees: Tabanan                            |

### Niet algemeen erkende landen
In onderstaande lijst zijn landen opgenomen die internationaal niet erkend werden, maar de facto wel onafhankelijk waren en de onafhankelijkheid hadden uitgeroepen.
| Korte landsnaam (Nederlands)                     | Officiële landsnaam (Nederlands)               | Korte landsnaam (oorspronkelijke taal/talen)  |
| ------------------------------------------------ | ---------------------------------------------- | --------------------------------------------- |
| Acre (tot maart en van november tot 24 december) | Republiek Acre                                 | Portugees en Spaans: Acre                     |
| Atjeh                                            | Koninkrijk Atjeh Darussalam (Sultanaat Atjeh)  | Atjehs: Acèh                                  |
| Aussa                                            | Afar Sultanaat Aussa (ook wel: Sultanaat Awsa) | Afar: Awsa Arabisch: سلطنة عفر                |
| Bailundo                                         | Koninkrijk Bailundo (ook wel: Mbailundu)       | Umbundu: Mbailundu                            |
| Bali                                             | Koninkrijk Bali                                | Balinees: Bali                                |
| Chan Santa Cruz                                  | Chan Santa Cruz                                | Yukateeks Maya: Chan Santa Cruz               |
| Derwisjstaat                                     | Derwisjstaat                                   | Arabisch: دولة الدراويش Somalisch: Daraawiish |
| Filipijnen                                       | Republiek van de Filipijnen                    | Spaans: Filipina Tagalog: Pilipinas           |
| Gumma                                            | Koninkrijk Gumma                               | Afaan Oromo: Gummaa                           |
| Negros                                           | Republiek Negros                               | Spaans: Negros                                |
| Rijk van Rabah (tot 1900)                        | Rijk van Rabah                                 | Arabisch:                                     |
| Viye                                             | Koninkrijk Viye (ook wel: Bié / Bihe)          | Umbundu:                                      |

## Niet-onafhankelijke gebieden
Hieronder staat een lijst van afhankelijke gebieden.

### Amerikaans-Brits-Duitse niet-onafhankelijke gebieden
| Korte landsnaam (Nederlands) | Status                                                | Korte landsnaam (oorspronkelijke taal/talen) |
| ---------------------------- | ----------------------------------------------------- | -------------------------------------------- |
| Samoa (tot 1 maart)          | Amerikaans-Brits-Duits protectoraat: Koninkrijk Samoa | Duits, Engels en Samoaans: Samoa             |

### Amerikaanse niet-onafhankelijke gebieden
De hieronder opgenomen gebieden waren unorganized unincorporated territories, wat wil zeggen dat het afhankelijke gebieden waren van de Verenigde Staten zonder zelfbestuur. Porto Rico was vanaf 12 april een organized unincorporated territory, en kreeg dus een bepaalde vorm van zelfbestuur, maar bleef een afhankelijk gebied. Cuba was een tijdelijk Amerikaans protectoraat en is ook in onderstaande lijst opgenomen. Arizona, New Mexico, Oklahoma waren als organized incorporated territories een integraal onderdeel van de VS en zijn derhalve niet in onderstaande lijst opgenomen. Het Territorium Hawaï was, tot het op 30 april ook een organized incorporated territory werd, een unorganized incorporated territory. Alaska was als unorganized incorporated territory eveneens een integraal onderdeel van de VS.
Diverse eilandgebieden werden door de Verenigde Staten geclaimd als unorganized unincorporated territories, maar werden door andere landen bestuurd. De eilandgebieden Nukufetau, Nukulaelae, Funafuti en Niulakita vielen onder het bestuur van het Verenigd Koninkrijk als onderdeel van de Ellice-eilanden. De eilandgebieden Atafu, Bowditch en Nukunonu vielen onder het bestuur van het Verenigd Koninkrijk als onderdeel van de Unie-eilanden. De eilandgebieden Manihiki, Penrhyn, Pukapuka en Rakahanga vielen onder het bestuur van het Verenigd Koninkrijk als onderdeel van de Cookeilanden. De eilandgebieden Caroline, Fanning, Flint, Jarvis, Kersteiland, Malden, Starbuck, Vostok en Washington vielen als de Line-eilanden onder het bestuur van het Verenigd Koninkrijk. De eilandgebieden Baker, Birnie, Canton, Enderbury, Gardner, McKean, Phoenix en Sydney vielen als de Phoenixeilanden ook onder het bestuur van het Verenigd Koninkrijk. Minamitorishima (Marcus) stond onder het bestuur van Japan.
| Korte landsnaam (Nederlands)     | Status                                                                                                  | Korte landsnaam (oorspronkelijke taal/talen)                                                   |
| -------------------------------- | --- | ---------------------------------------------------------------------------------------------- |
| Amerikaans-Samoa (vanaf 1 maart) | Unorganized unincorporated territory                                                                    | Engels: American Samoa                                                                         |
| Cuba                             | Protectoraat                                                                                            | Engels en Spaans: Cuba                                                                         |
| Danger                           | Unorganized unincorporated territory                                                                    | Engels: Danger Reef                                                                            |
| Filipijnen                       | Unorganized unincorporated territory                                                                    | Engels: Philippines Filipijns: Pilipinas Spaans: Filipinas                                     |
| Guam                             | Unorganized unincorporated territory                                                                    | Engels: Guam                                                                                   |
| Howland                          | Unorganized unincorporated territory                                                                    | Engels: Howland Island                                                                         |
| Johnston                         | Unorganized unincorporated territory                                                                    | Engels: Johnston Atoll                                                                         |
| Midway                           | Unorganized unincorporated territory                                                                    | Engels: Midway Islands                                                                         |
| Navassa                          | Unorganized unincorporated territory                                                                    | Engels: Navassa Island                                                                         |
| Palmyra (tot 14 juni)            | Unorganized unincorporated territory                                                                    | Engels: Palmyra Atoll                                                                          |
| Petreleilanden                   | Unorganized unincorporated territory                                                                    | Engels: Petrel Islands                                                                         |
| Porto Rico                       | Unorganized unincorporated territory (tot 12 april) Organized unincorporated territory (vanaf 12 april) | Engels en Spaans: Porto Rico                                                                   |
| Quita Sueño                      | Unorganized unincorporated territory                                                                    | Engels: Quitasueño Bank                                                                        |
| Roncador                         | Unorganized unincorporated territory                                                                    | Engels: Roncador Bank                                                                          |
| Serrana                          | Unorganized unincorporated territory                                                                    | Engels: Serrana Bank                                                                           |
| Serranilla                       | Unorganized unincorporated territory                                                                    | Engels: Serranilla Bank                                                                        |
| Sulu                             | Protectoraat: Sultanaat Sulu                                                                            | Arabisch: سولو Engels: Sulu Maleis: Sulu / سولو Tausug: Kasultanan sin Sūg / كاسولتانن سين سوڬ |
| Swains                           | Unorganized unincorporated territory                                                                    | Engels: Swains Island                                                                          |
| Swaneilanden                     | Unorganized unincorporated territory                                                                    | Engels: Swan Islands                                                                           |
| Wake                             | Unorganized unincorporated territory                                                                    | Engels: Wake Island                                                                            |

### Belgisch-Duitse niet-onafhankelijke gebieden
| Korte landsnaam (Nederlands) | Status                                           | Korte landsnaam (oorspronkelijke taal/talen)                                 |
| ---------------------------- | ------------------------------------------------ | ---------------------------------------------------------------------------- |
| Neutraal Moresnet            | Condominium: Het Onverdeelde Gebied van Moresnet | Duits: Neutral-Moresnet Frans: Moresnet neutre Nederlands: Neutraal Moresnet |

### Brits-Franse gebieden
| Korte landsnaam (Nederlands) | Status                                         | Korte landsnaam (oorspronkelijke taal/talen)  |
| ---------------------------- | ---------------------------------------------- | --------------------------------------------- |
| Nieuwe Hebriden              | Bestuurd door een Anglo-Franse marinecommissie | Engels: New Hebrides Frans: Nouvelle-Hébrides |

### Britse niet-onafhankelijke gebieden
In onderstaande lijst zijn onder meer de Britse (kroon)kolonies en protectoraten weergegeven. Jersey, Guernsey en Man hadden als Britse Kroonbezittingen niet de status van kolonie, maar hadden een andere relatie tot het Verenigd Koninkrijk. Afghanistan, Brunei, de Gefedereerde Maleise Staten, Johor, Sarawak en Tonga (vanaf 18 mei) stonden als protected states onder Britse protectie, maar waren, in tegenstelling tot daadwerkelijke protectoraten, grotendeels autonoom aangaande interne aangelegenheden. De Britse Salomonseilanden, Fiji (inclusief de Pitcairneilanden), de Gilbert- en Ellice-eilanden, de Unie-eilanden, de Cookeilanden, de Phoenixeilanden, Niue (vanaf 20 oktober) en Tonga (vanaf 18 mei) werden door één enkele vertegenwoordiger van de Britse Kroon bestuurd onder de naam Britse West-Pacifische Territoria, maar zijn wel apart in de lijst opgenomen. Basutoland en Beetsjoeanaland werden door een vertegenwoordiger (de gouverneur-generaal van Zuid-Afrika) bestuurd onder de naam High Commission Territories, maar zijn ook apart in de lijst opgenomen. Brits-Indië is de term die refereert aan het Britse gezag op het Indische subcontinent. Het bestond uit gebieden die onder direct gezag vielen van de Britse Kroon (het eigenlijke Brits-Indië) en vele semi-onafhankelijke vorstenlanden (princely states) die door hun eigen lokale heersers werden bestuurd, maar onderhorig waren aan de Britse kolonisator. Deze vorstenlanden staan niet in onderstaande lijst vermeld, maar zijn weergegeven op de pagina vorstenlanden van Brits-Indië. Brits-Birma, het Protectoraat Aden en de stad Aden vielen ook onder Brits-Indië en staan derhalve niet apart in onderstaande lijst vermeld. Bahrein, Koeweit (officieel onder Ottomaanse soevereiniteit), Muscat en Oman en de Verdragsstaten stonden onder Britse protectie en vielen als zodanig onder de Persian Gulf Residency in Bushehr dat deel uitmaakte van Brits-Indië. Deze landen hadden echter een grote mate van autonomie en zijn derhalve wel apart opgenomen. Noord-Borneo (dat officieel viel onder de suzereiniteit van het Sultanaat Sulu) en Brits Cyprus (dat officieel bij het Ottomaanse Rijk hoorde) stonden ook onder Britse protectie zijn ook in onderstaande lijst opgenomen. De kolonie Seychellen werd bestuurd vanuit Mauritius en is niet apart weergegeven.
| Korte landsnaam (Nederlands)                   | Status                                                                                    | Korte landsnaam (oorspronkelijke taal/talen)                                                                  |
| ---------------------------------------------- | ----------------------------------------------------------------------------------------- | --- |
| Abeokuta                                       | Protectoraat: Egba United Government                                                      | Engels: Egba United Government                                                                                |
| Afghanistan                                    | Protected state: Emiraat Afghanistan                                                      | Dari en Pasjtoe: Afghānestān / افغانستان Engels: Afghanistan                                                  |
| Anglo-Egyptisch Soedan                         | Condominium                                                                               | Arabisch: السودان الأنجلو مصري Engels: Anglo-Egyptian Sudan                                                   |
| Ascension                                      | Overzees bezit                                                                            | Engels: Ascension Island                                                                                      |
| Ashmorerif                                     | Overzees bezit                                                                            | Engels: Ashmore Reef                                                                                          |
| Bahama-eilanden                                | Kroonkolonie                                                                              | Engels: The Bahamas                                                                                           |
| Bahrein                                        | Protected state                                                                           | Arabisch: al-Bahrayn / البحرين Engels: Bahrain                                                                |
| Baker                                          | Overzees bezit                                                                            | Engels: Baker Island                                                                                          |
| Banaba (van 3 mei tot 28 november)             | Eigendom van de British Phosphate Commission                                              | Engels: Banaba Island                                                                                         |
| Barbados                                       | Kroonkolonie                                                                              | Engels: Barbados                                                                                              |
| Barotseland-Noordwest-Rhodesië                 | Eigendom van de British South Africa Company                                              | Engels: Barotziland-North-Western Rhodesia                                                                    |
| Basutoland                                     | Kolonie                                                                                   | Engels: Basutoland                                                                                            |
| Beetsjoeanaland                                | Protectoraat                                                                              | Engels: Bechuanaland                                                                                          |
| Bermuda                                        | Kroonkolonie                                                                              | Engels: Bermuda                                                                                               |
| Brits Centraal-Afrika                          | Protectoraat bestuurd door de British South Africa Company                                | Engels: British Central Africa Protectorate                                                                   |
| Brits-Ceylon                                   | Kroonkolonie                                                                              | Engels: Ceylon                                                                                                |
| Britse Benedenwindse Eilanden                  | Kroonkolonie                                                                              | Engels: British Leeward Islands                                                                               |
| Britse Bovenwindse Eilanden                    | Kroonkolonie                                                                              | Engels: British Windward Islands                                                                              |
| Britse Goudkust                                | Kroonkolonie                                                                              | Engels: Gold Coast                                                                                            |
| Britse Salomonseilanden                        | Protectoraat                                                                              | Engels: British Solomon Islands                                                                               |
| Britse Somalikust                              | Protectoraat                                                                              | Engels: British Somali Coast                                                                                  |
| Brits-Guiana                                   | Kroonkolonie                                                                              | Engels: British Guiana                                                                                        |
| Brits-Honduras                                 | Kroonkolonie                                                                              | Engels: British Honduras                                                                                      |
| Brits-Indië                                    | Kroonkolonie                                                                              | Engels: British Raj / Indian Empire / India                                                                   |
| Brits-Nieuw-Guinea                             | Kroonkolonie                                                                              | Engels: British New Guinea                                                                                    |
| Brits-Oost-Afrika                              | Protectoraat                                                                              | Engels: British East Africa                                                                                   |
| Brunei                                         | Protectoraat: Staat Brunei Darussalam                                                     | Engels en Maleis: Brunei                                                                                      |
| Christmaseiland (tot 1 september)              | Eigendom van de Christmas Island Phosphate Company                                        | Engels: Christmas Island                                                                                      |
| Cookeilanden                                   | Protectoraat: Federatie van de Cookeilanden (tot 8 oktober) Territorium (vanaf 8 oktober) | Cookeilandmaori: Kūki 'Āirani Engels: Cook Islands                                                            |
| Cyprus                                         | Protectoraat onder Ottomaanse suzereiniteit                                               | Engels: Cyprus                                                                                                |
| Darfur                                         | Vazalstaat: Emiraat Darfur                                                                | Arabisch: Dār Fūr / دار فور Engels: Darfur                                                                    |
| Falklandeilanden                               | Kroonkolonie                                                                              | Engels: Falkland Islands                                                                                      |
| Fiji                                           | Kolonie                                                                                   | Engels: Fiji                                                                                                  |
| Gambia                                         | Kroonkolonie                                                                              | Engels: The Gambia                                                                                            |
| Gefedereerde Maleise Staten                    | Protected state                                                                           | Engels: Federated Malay States Maleis: Negeri-negeri Melayu Bersekutu / نڬري٢ ملايو برسكوتو                   |
| Gibraltar                                      | Kroonkolonie                                                                              | Engels: Gibraltar                                                                                             |
| Gilbert- en Ellice-eilanden                    | Kroonkolonie                                                                              | Engels: Gilbert and Ellice Islands                                                                            |
| Grahamland                                     | Overzees bezit                                                                            | Engels: Graham Land                                                                                           |
| Guernsey                                       | Brits Kroonbezit                                                                          | Engels: Guernsey Frans: Guernesey                                                                             |
| Hongkong                                       | Kroonkolonie                                                                              | Engels: Hong Kong Kantonees: Hong Kong / 香港                                                                 |
| Jamaica                                        | Kroonkolonie                                                                              | Engels: Jamaica                                                                                               |
| Jersey                                         | Brits Kroonbezit                                                                          | Engels en Frans: Jersey                                                                                       |
| Johor                                          | Protected state                                                                           | Engels: Johor Maleis: Johor / جوهور                                                                           |
| Kaapkolonie                                    | Kroonkolonie: Kaap de Goede Hoop                                                          | Engels: Cape Colony Nederlands: Kaapkolonie                                                                   |
| Koeweit                                        | Protected state onder Ottomaanse suzereiniteit: Sjeikdom Koeweit                          | Arabisch: al-Kuwayt / الكويت Engels: Kuwait                                                                   |
| Lagos                                          | Kroonkolonie                                                                              | Engels: Lagos                                                                                                 |
| Line-eilanden                                  | Overzees bezit                                                                            | Engels: Line Islands                                                                                          |
| Maldivische Eilanden                           | Protectoraat: Sultanaat van de Maldivische Eilanden                                       | Engels: Maldive Islands                                                                                       |
| Malta                                          | Kroonkolonie                                                                              | Engels: Malta                                                                                                 |
| Man                                            | Brits Kroonbezit                                                                          | Engels: Isle of Man Manx-Gaelisch: Ellan Vannin                                                               |
| Mashonaland                                    | Eigendom van de British South Africa Company                                              | Engels: Mashonaland                                                                                           |
| Matabeleland                                   | Eigendom van de British South Africa Company                                              | Engels: Matabeleland                                                                                          |
| Mauritius                                      | Kroonkolonie                                                                              | Engels: Mauritius                                                                                             |
| Muscat en Oman                                 | Protected state: Sultanaat Muscat en Oman                                                 | Arabisch: Umān / عُمان Engels: Oman                                                                            |
| Natal                                          | Kroonkolonie                                                                              | Engels en Nederlands: Natal                                                                                   |
| Nepal                                          | Protectoraat: Koninkrijk Nepal                                                            | Engels: Nepal Nepalees: Nepal / नेपाल                                                                           |
| Newfoundland                                   | Kroonkolonie                                                                              | Engels: Newfoundland                                                                                          |
| Nieuw-Zeeland                                  | Kroonkolonie                                                                              | Engels: New Zealand                                                                                           |
| New South Wales (tot en met 31 december)       | Kroonkolonie                                                                              | Engels: New South Wales                                                                                       |
| Noord-Borneo                                   | Protected state, formeel onder de suzereiniteit van het Sultanaat Sulu                    | Engels: North Borneo Maleis: Borneo Utara                                                                     |
| Noord-Nigeria (vanaf 1 januari)                | Protectoraat                                                                              | Engels: Northern Nigeria                                                                                      |
| Niue (vanaf 20 oktober)                        | Protectoraat: Koninkrijk Niue-fekai (ook wel: Savage Island)                              | Engels: Savage Island Niuees: Niuē-fekai                                                                      |
| Noordoost-Rhodesië (vanaf 29 januari)          | Eigendom van de British South Africa Company                                              | Engels: North-Eastern Rhodesia                                                                                |
| Oeganda                                        | Protectoraat                                                                              | Engels: Uganda                                                                                                |
| Phoenixeilanden                                | Overzees bezit                                                                            | Engels: Phoenix Islands                                                                                       |
| Prins Edwardeilanden                           | Overzees bezit                                                                            | Engels: Prince Edward Islands                                                                                 |
| Queensland                                     | Kroonkolonie                                                                              | Engels: Queensland                                                                                            |
| Rhodesië (tot 29 januari)                      | Eigendom van de British South Africa Company                                              | Engels: Rhodesia                                                                                              |
| Sarawak                                        | Protected state: Koninkrijk Sarawak                                                       | Engels: Sarawak Maleis: Sarawak / سراوق                                                                       |
| Sierra Leone                                   | Kroonkolonie en protectoraat                                                              | Engels: Sierra Leone                                                                                          |
| Sint-Helena                                    | Kroonkolonie                                                                              | Engels: Saint Helena                                                                                          |
| Straits Settlements                            | Protectoraat                                                                              | Chinees: Hǎixiá zhímíndì / 海峡殖民地 Engels: Straits Settlements Maleis: Negeri-Negeri Selat / نڬري-نڬري سلت |
| Swaziland (vanaf 25 oktober)                   | Protectoraat van Transvaal: Koninkrijk Swaziland                                          | Engels: Swaziland Nederlands: Swazieland Swazi: eSwatini                                                      |
| Tasmanië (tot en met 31 december)              | Kroonkolonie                                                                              | Engels: Tasmania                                                                                              |
| Tonga (vanaf 18 mei)                           | Protected state: Koninkrijk Tonga                                                         | Engels en Tongaans: Tonga                                                                                     |
| Transvaalkolonie (vanaf 25 oktober)            | Kroonkolonie                                                                              | Engels: Transvaal Colony Nederlands: Transvaalkolonie                                                         |
| Trinidad en Tobago                             | Kroonkolonie                                                                              | Engels: Trinidad and Tobago                                                                                   |
| Tristan da Cunha                               | Overzees bezit                                                                            | Engels: Tristan da Cunha                                                                                      |
| Unie-eilanden                                  | Protectoraat                                                                              | Engels: Union Islands                                                                                         |
| Verdragsstaten                                 | Protected states                                                                          | Arabisch: ولايات الساحل المتصالح Engels: Trucial States                                                       |
| Victoria (tot en met 31 december)              | Kroonkolonie                                                                              | Engels: Victoria                                                                                              |
| Victorialand                                   | Overzees bezit                                                                            | Engels: Victoria Land                                                                                         |
| West-Australië (tot en met 31 december)        | Kroonkolonie                                                                              | Engels: Western Australia                                                                                     |
| Witu-Protectoraat                              | Protectoraat                                                                              | Engels: Witu Protectorate                                                                                     |
| Zanzibar                                       | Protectoraat: Sultanaat Zanzibar                                                          | Arabisch: Zanjibār / زنجبار Engels: Zanzibar                                                                  |
| Zuid-Australië (tot en met 31 december)        | Kroonkolonie                                                                              | Engels: South Australia                                                                                       |
| Zuidelijke Orkneyeilanden                      | Overzees bezit                                                                            | Engels: South Orkney Islands                                                                                  |
| Zuidelijke Shetlandeilanden                    | Overzees bezit                                                                            | Engels: South Shetland Islands                                                                                |
| Zuid-Georgia en de Zuidelijke Sandwicheilanden | Overzees bezit                                                                            | Engels: South Georgia and the South Sandwich Islands                                                          |
| Zuid-Nigeria (vanaf 1 januari)                 | Protectoraat                                                                              | Engels: Southern Nigeria                                                                                      |

### Chinese niet-onafhankelijke gebieden
| Korte landsnaam (Nederlands) | Status             | Korte landsnaam (oorspronkelijke taal/talen)    |
| ---------------------------- | ------------------ | ----------------------------------------------- |
| Mongolië                     | Afhankelijke regio | Mandarijn: Měnggǔ / 蒙古 Mongools: Mongol Uls / |
| Tibet                        | Afhankelijke regio | Mandarijn: Xīzàng / 西藏 Tibetaans: Bod / བོད་   |

### Niet-onafhankelijke gebieden van de Congo-Vrijstaat
| Korte landsnaam (Nederlands) | Status                                                                                       | Korte landsnaam (oorspronkelijke taal/talen) |
| ---------------------------- | -------------------------------------------------------------------------------------------- | -------------------------------------------- |
| Katanga (vanaf 19 juni)      | Beheerd door de Compagnie du Katanga (tot 19 juni) Comité Spécial du Katanga (vanaf 19 juni) | Frans: Katanga                               |
| Rafai                        | Protectoraat: Sultanaat Rafai                                                                | Frans: Rafai                                 |
| Zemio                        | Protectoraat: Sultanaat Rafai                                                                | Frans: Zemio                                 |

### Deense niet-onafhankelijke gebieden
Faeröer was een provincie van Denemarken en was dus eigenlijk een integraal onderdeel van dat land. Desondanks zijn de Faeröer wel in onderstaande lijst opgenomen, omdat het wel als apart afhankelijk gebied kan worden beschouwd.
| Korte landsnaam (Nederlands) | Status          | Korte landsnaam (oorspronkelijke taal/talen) |
| ---------------------------- | --------------- | -------------------------------------------- |
| Deens-West-Indië             | Kolonie         | Deens: Dansk Vestindien                      |
| Faeröer                      | Provincie       | Deens: Færøerne                              |
| Groenland                    | Kolonie         | Deens: Grønland                              |
| IJsland                      | Autonoom gebied | Deens: Island IJslands: Ísland               |

### Duitse niet-onafhankelijke gebieden
| Korte landsnaam (Nederlands) | Status                                                              | Korte landsnaam (oorspronkelijke taal/talen) |
| ---------------------------- | ------------------------------------------------------------------- | -------------------------------------------- |
| Duitse Marianen              | Kolonie                                                             | Duits: Marianen Inseln                       |
| Duits-Nieuw-Guinea           | Kolonie                                                             | Duits: Deutsch-Neuguinea                     |
| Duits-Noordwest-Afrika       | Protectoraat                                                        | Duits: Deutsch-Nordwestafrika                |
| Duits-Oost-Afrika            | Kolonie                                                             | Duits: Deutsch-Ostafrika                     |
| Duits-Samoa (vanaf 1 maart)  | Kolonie                                                             | Duits: Deutsch-Samoa                         |
| Duits-Zuidwest-Afrika        | Kolonie                                                             | Duits: Deutsch-Südwestafrika                 |
| Jaluit                       | Landeshauptmannschaft Jaluit, bestuurd door het Jaluit-Gesellschaft | Duits: Jaluit                                |
| Togoland                     | Protectoraat                                                        | Duits: Togo                                  |

### Ethiopische niet-onafhankelijke gebieden
| Korte landsnaam (Nederlands) | Status                       | Korte landsnaam (oorspronkelijke taal/talen) |
| ---------------------------- | ---------------------------- | -------------------------------------------- |
| Jimma                        | Vazalstaat: Koninkrijk Jimma | Afaan Oromo: Jimmaa                          |

### Franse niet-onafhankelijke gebieden
Frans-West-Afrika was een federatie van Franse koloniën bestaande uit Dahomey, Frans-Guinea, Ivoorkust, Opper-Senegal en Midden-Niger (een territorium, vanaf 10 oktober de kolonie Senegambia en Niger) en Senegal. De Unie van Indochina, ofwel Frans-Indochina, was een federatie die bestond uit het Protectoraat Cambodja, het Koninkrijk Laos, het Protectoraat Annam, het Protectoraat Tonkin en de kolonie Frans-Cochin-China. Algerije werd, met uitzondering van de zuidelijke territoria, bestuurd als een integraal onderdeel van Frankrijk, maar is wel apart in de lijst opgenomen. Het Protectoraat van de Comoren werd bestuurd vanuit Mayotte en is daarom niet apart in de lijst weergegeven.
| Korte landsnaam (Nederlands) | Status                                                                 | Korte landsnaam (oorspronkelijke taal/talen) |
| ---------------------------- | ---------------------------------------------------------------------- | -------------------------------------------- |
| Adélieland                   | Overzees bezit                                                         | Frans: Terre Adélie                          |
| Algerije                     | Verzameling departementen en territoria                                | Frans: Algérie                               |
| Crozeteilanden               | Overzees bezit                                                         | Frans: Îles Crozet                           |
| Frans-Congo                  | Kolonie                                                                | Frans: Congo français                        |
| Frans-Guyana                 | Kolonie                                                                | Frans: Guyane                                |
| Frans-Indië                  | Kolonie                                                                | Frans: Établissements français de l'Inde     |
| Frans-Madagaskar             | Kolonie                                                                | Frans: Madagascar                            |
| Frans-Oceanië                | Kolonie                                                                | Frans: Océanie française                     |
| Frans-Somaliland             | Kolonie                                                                | Frans: Côte française des Somalis            |
| Frans-West-Afrika            | Kolonie                                                                | Frans: Afrique occidentale française         |
| Guadeloupe                   | Kolonie                                                                | Frans: Guadeloupe                            |
| Kerguelen                    | Overzees bezit                                                         | Frans: Îles Kerguelen                        |
| Martinique                   | Kolonie                                                                | Frans: Martinique                            |
| Mayotte                      | Kolonie                                                                | Frans: Mayotte                               |
| Nieuw-Caledonië              | Kolonie                                                                | Frans: Nouvelle-Calédonie                    |
| Réunion                      | Kolonie                                                                | Frans: Réunion                               |
| Saint-Paul en Amsterdam      | Overzees bezit                                                         | Frans: Saint-Paul-et-Amsterdam               |
| Saint-Pierre en Miquelon     | Kolonie                                                                | Frans: Saint-Pierre et Miquelon              |
| Tunesië                      | Protectoraat                                                           | Arabisch: Tūnis / تونس Frans: Tunisie        |
| Unie van Indochina           | Federatie van Franse koloniën en protectoraten: Indo-Chinese Federatie | Frans: Fédération indochinoise               |

### Italiaanse niet-onafhankelijke gebieden
| Korte landsnaam (Nederlands) | Status       | Korte landsnaam (oorspronkelijke taal/talen) |
| ---------------------------- | ------------ | -------------------------------------------- |
| Italiaans-Eritrea            | Kolonie      | Italiaans: Eritrea                           |
| Italiaans-Somaliland         | Protectoraat | Italiaans: Somalia Italiana                  |

### Japanse niet-onafhankelijke gebieden
| Korte landsnaam (Nederlands) | Status             | Korte landsnaam (oorspronkelijke taal/talen) |
| ---------------------------- | ------------------ | -------------------------------------------- |
| Taiwan                       | Afhankelijk gebied | Chinees: Táiwān / 臺灣 Japans: Taiwan / 台湾 |

### Nederlandse niet-onafhankelijke gebieden
| Korte landsnaam (Nederlands) | Status  | Korte landsnaam (oorspronkelijke taal/talen) |
| ---------------------------- | ------- | -------------------------------------------- |
| Curaçao                      | Kolonie | Nederlands: Curaçao en Onderhorigheden       |
| Nederlands-Indië             | Kolonie | Nederlands: Nederlandsch-Indië               |
| Suriname                     | Kolonie | Nederlands: Suriname                         |

### Ottomaanse niet-onafhankelijke gebieden
Cyprus en Koeweit behoorden officieel bij het Ottomaanse Rijk, maar stonden onder Britse protectie en zijn niet hieronder weergegeven, maar vermeld onder het kopje Britse niet-onafhankelijke gebieden. Qatar was officieel een onderdeel van het Ottomaanse Rijk, maar bezat een grote mate van onafhankelijkheid. De Kretenzische Staat was een autonome staat onder internationale protectie. Het Vorstendom Samos had ook een autonome status. Het Vorstendom Bulgarije was de jure een vazalstaat van het Ottomaanse Rijk, maar was de facto onafhankelijk. Oost-Roemelië was de jure ook een vazalstaat, maar was de facto een onderdeel van Bulgarije, waarmee het een personele unie vormde.
| Korte landsnaam (Nederlands) | Status                                     | Korte landsnaam (oorspronkelijke taal/talen)                                                                                       |
| ---------------------------- | ------------------------------------------ | --- |
| Bulgarije                    | Vazalstaat: Vorstendom Bulgarije           | Bulgaars: Balgariya / България |
| Kreta                        | Autonoom gebied: Kretenzische Staat        | Grieks: Kritiki Politeia / Κρητική Πολιτεία Osmaans: Girit Devleti / كريد دولتى                                                    |
| Najran                       | Vorstendom Najran                          | Arabisch: Najran / نجران |
| Oost-Roemelië                | Vazalstaat in personele unie met Bulgarije | Bulgaars: Iztochna Rumeliya / Източна Румелия Grieks: Anatoliki Romylia / Ανατολική Ρωμυλία Osmaans: Rumeli-i Şarkî / روم الى شرقى |
| Qatar                        | Autonoom onderdeel van het Ottomaanse Rijk | Arabisch: Qatar / قطر Osmaans: |
| Samos                        | Autonoom gebied: Vorstendom Samos          | Grieks: Sámos / Σάμος Osmaans: Sisam Beyliği                                                                                       |

### Portugese niet-onafhankelijke gebieden
| Korte landsnaam (Nederlands)                | Status                                             | Korte landsnaam (oorspronkelijke taal/talen) |
| ------------------------------------------- | -------------------------------------------------- | -------------------------------------------- |
| Cabo Delgado en Niassa                      | Gebied onder beheer van de Companhia do Niassa     | Portugees: Cabo Delgado e Niassa             |
| Kaapverdië                                  | Kolonie                                            | Portugees: Cabo Verde                        |
| Macau                                       | Kolonie                                            | Portugees: Macau                             |
| Manica en Sofala                            | Gebied onder beheer van de Companhia de Moçambique | Portugees: Manica e Sofala                   |
| Portugees-Guinea                            | Kolonie                                            | Portugees: Guiné Portuguesa                  |
| Portugees-Indië (ook wel: Goa)              | Kolonie                                            | Portugees: Estado da Índia Portuguesa        |
| Portugees-Oost-Afrika (ook wel: Mozambique) | Kolonie                                            | Portugees: África Oriental Portuguesa        |
| Portugees-Timor                             | Kolonie                                            | Portugees: Timor Português                   |
| Portugees-West-Afrika (ook wel: Angola)     | Kolonie                                            | Portugees: África Ocidental Portuguesa       |
| Sao Tomé en Principe                        | Kolonie                                            | Portugees: São Tomé e Príncipe               |

### Russische niet-onafhankelijke gebieden
Åland maakte eigenlijk deel uit van Finland, dat weer in personele unie met Rusland was verbonden, maar Åland had sinds de Vrede van Parijs (1856) een internationaal erkende speciale status.
| Korte landsnaam (Nederlands) | Status                                                           | Korte landsnaam (oorspronkelijke taal/talen)                 |
| ---------------------------- | ---------------------------------------------------------------- | ------------------------------------------------------------ |
| Åland                        | Gebied met speciale status                                       | Zweeds: Åland                                                |
| Boechara                     | Protectoraat: Emiraat Boechara                                   | Oezbeeks: Buxoro / Бухоро Russisch: Бухара́ Tadzjieks: Бухоро |
| Finland                      | Grootvorstendom Finland, in personele unie met Rusland verbonden | Fins: Suomi Russisch: Финляндия Zweeds: Finland              |
| Xiva                         | Protectoraat: Kanaat Xiva                                        | Oezbeeks en Russisch: Chiva / Хива Perzisch: Chiveh / خیوه   |

### Siamese niet-onafhankelijke gebieden
Patani was een confederatie bestaande uit 7 semi-autonome koninkrijken: Patani, Reman, Nongchik, Teluban (Saiburi), Legeh, Yaring (Jambu) en Yala (Jala). Deze koninkrijken zijn ook niet apart weergegeven.
| Korte landsnaam (Nederlands) | Status                                   | Korte landsnaam (oorspronkelijke taal/talen) |
| ---------------------------- | ---------------------------------------- | -------------------------------------------- |
| Champasak                    | Vazalstaat: Koninkrijk Champasak         | Laotiaans: Champasak / ຈຳປາສັກ Siamees:       |
| Patani                       | Vazalstaat: Koninkrijk Patani Darussalam | Maleis: Patani Siamees: Pattani / ปัตตานี      |

### Niet-onafhankelijke gebieden van Sokoto
| Korte landsnaam (Nederlands) | Status                                               | Korte landsnaam (oorspronkelijke taal/talen)            |
| ---------------------------- | ---------------------------------------------------- | ------------------------------------------------------- |
| Adamawa                      | Vazalstaat: Emiraat Adamawa                          | Fula: Lamorde Adamaawa / 𞤤𞤢𞤥𞤮𞤪𞤣𞤫 𞤢𞤣𞤢𞤥𞤢𞥄𞤱𞤢 Hausa: Adamawa |
| Bauchi                       | Vazalstaat: Emiraat Bauchi                           | Fula: Bauchi                                            |
| Daura                        | Vazalstaat: Emiraat Daura                            | Hausa: Daura                                            |
| Dutse                        | Vazalstaat: Emiraat Dutse                            | Fula: Dutse                                             |
| Gobir (tot 1900)             | Vazalstaat: Emiraat Gobir                            | Hausa: Gobir                                            |
| Gombe                        | Vazalstaat: Emiraat Gombe                            | Fula: Gombe                                             |
| Gwandu                       | Vazalstaat: Emiraat Gwandu                           | Hausa: Gwandu                                           |
| Hadejia                      | Vazalstaat: Emiraat Hadejia                          | Hausa: Haɗejiya                                         |
| Jama'are                     | Vazalstaat: Emiraat Jama'are                         | Fula: Jama'are                                          |
| Jema'a                       | Vazalstaat: Emiraat Jema'an Darroro                  | Jema'a                                                  |
| Kano                         | Vazalstaat: Emiraat Kano                             | Hausa: Kano                                             |
| Katagum                      | Vazalstaat: Emiraat Katagum                          | Fula: Katagum                                           |
| Katsina                      | Vazalstaat: Emiraat Katsina                          | Hausa: Katsina                                          |
| Kazaure                      | Vazalstaat: Emiraat Kazaure                          | Fula: Kazaure                                           |
| Kebbi                        | Vazalstaat: Emiraat Kebbi (ook wel: Emiraat Argungu) | Hausa: Kebbi                                            |
| Keffi                        | Vazalstaat: Emiraat Keffi                            | Fula: Keffi                                             |
| Kontagora                    | Vazalstaat: Emiraat Kontagora                        | Fula: Kontagora                                         |
| Lafia (tot 1900)             | Vazalstaat: Lafia Beri-Beri                          | Kanuri: Lafia                                           |
| Lafiagi (tot 1900)           | Vazalstaat: Emiraat Lafiagi                          | Fula: Lafiagi                                           |
| Mandara                      | Vazalstaat: Sultanaat Mandara (ook wel: Wandala)     | Wandala: Mandara                                        |
| Misau                        | Vazalstaat: Emiraat Misau                            | Hausa: Misau                                            |
| Muri                         | Vazalstaat: Emiraat Muri                             | Fula: Muri / 𞤥𞤵𞥅𞤪𞤭                                       |
| Nassarawa (tot 1900)         | Vazalstaat: Emiraat Nassarawa                        | Hausa: Nasarawa                                         |
| Nupe                         | Vazalstaat: Emiraat Nupe (ook wel: Emiraat Bida)     | Nupe:                                                   |
| Yauri                        | Vazalstaat: Emiraat Yauri (ook wel: Emiraat Yawuri)  | Hausa: Yauri                                            |
| Zamfara                      | Vazalstaat: Koninkrijk Zamfara                       | Hausa: Zamfara                                          |
| Zaria                        | Vazalstaat: Emiraat Zaria                            | Hausa: Zaria                                            |

### Spaanse niet-onafhankelijke gebieden
| Korte landsnaam (Nederlands) | Status                                             | Korte landsnaam (oorspronkelijke taal/talen) |
| ---------------------------- | -------------------------------------------------- | -------------------------------------------- |
| Fernando Poo                 | Kolonie                                            | Spaans: Fernando Pó                          |
| Río Muni                     | Protectoraat (tot 27 juni) Kolonie (vanaf 27 juni) | Spaans: Río Muni                             |

### Transvaalse niet-onafhankelijke gebieden
| Korte landsnaam (Nederlands) | Status       | Korte landsnaam (oorspronkelijke taal/talen) |
| ---------------------------- | ------------ | -------------------------------------------- |
| Swaziland (tot 25 oktober)   | Protectoraat | Swaziland                                    |